# Paço Ducal de Vila Viçosa

Pormenor da fachada principal

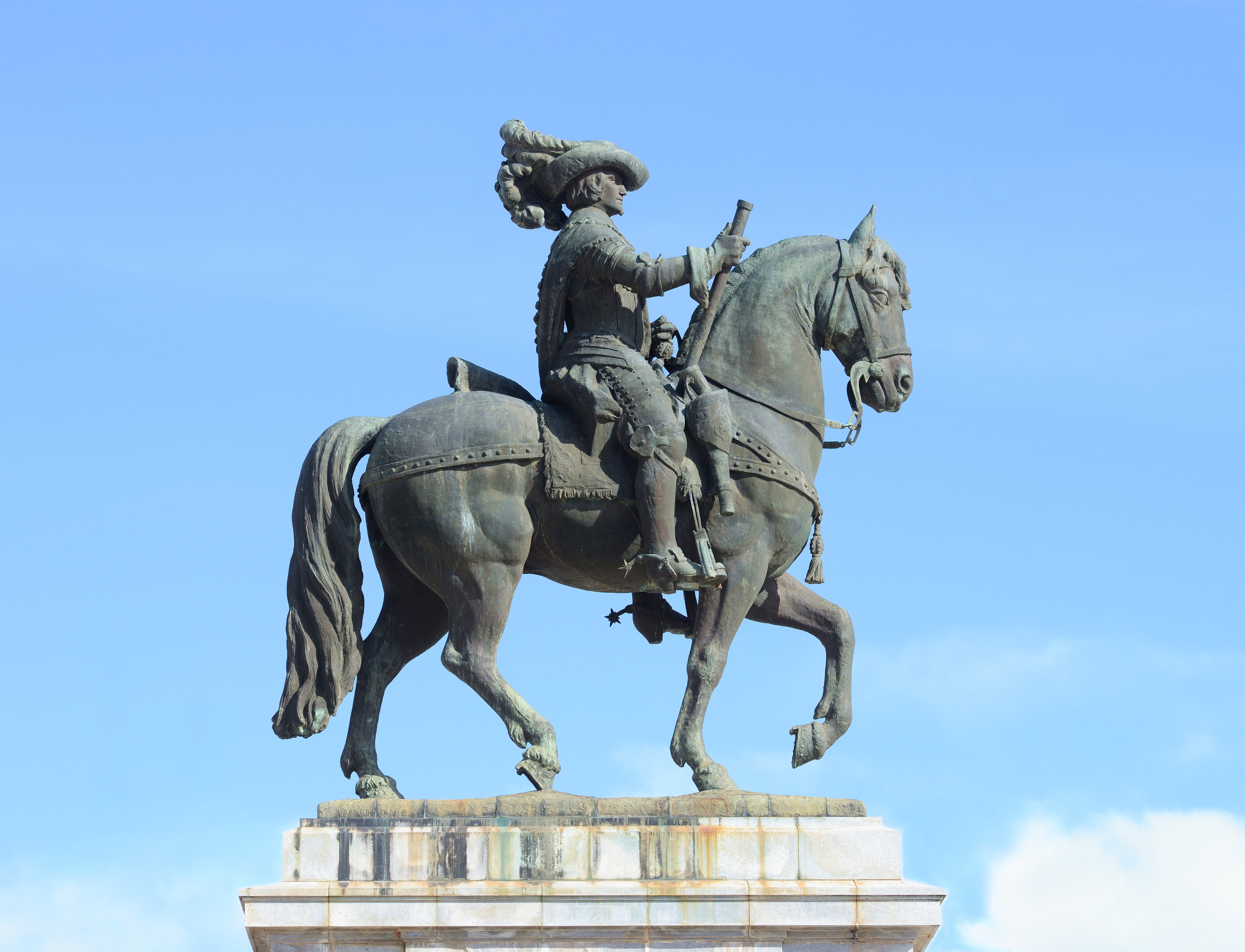
Estátua Equestre de D. João IV, Rei de Portugal

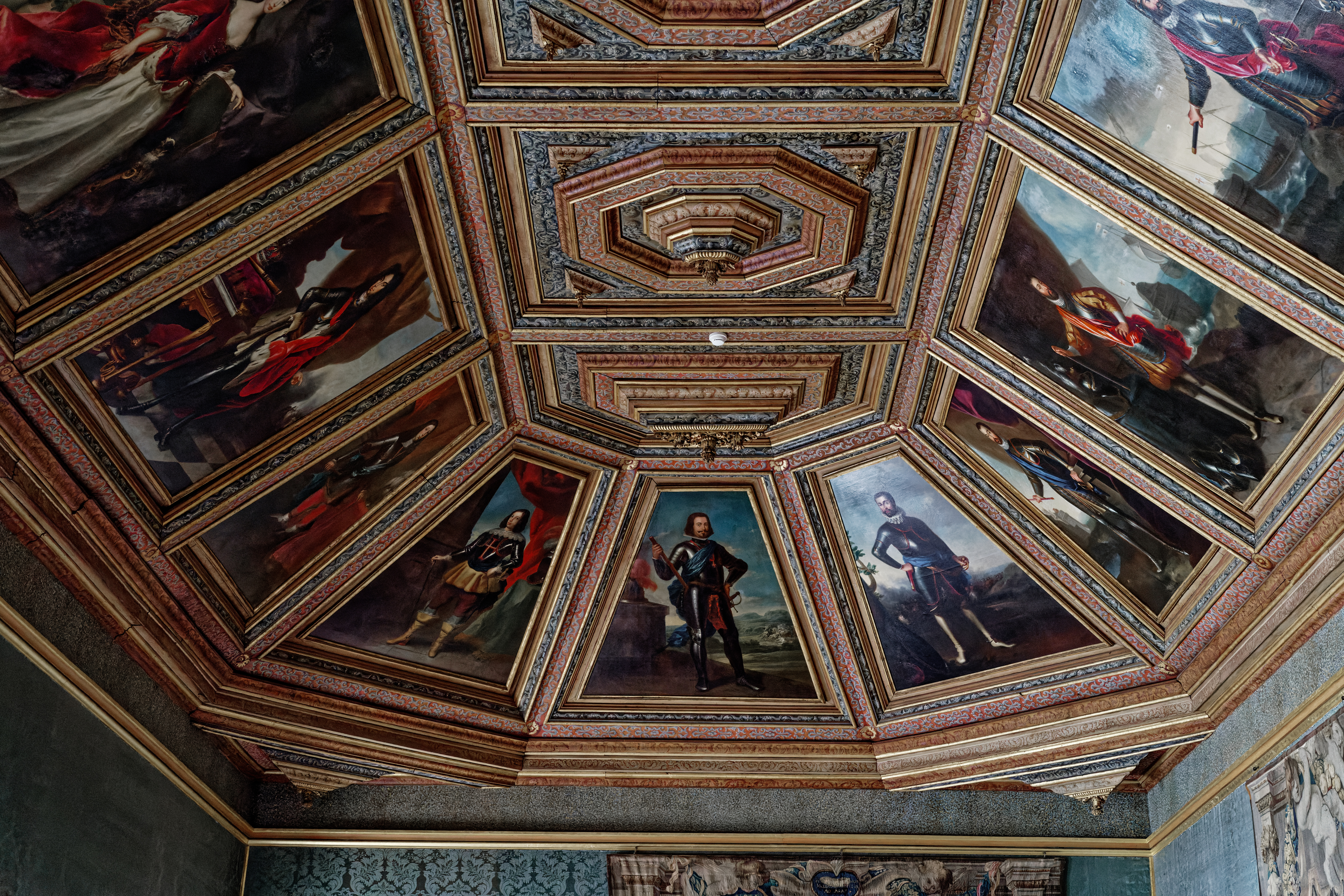
O teto de uma das salas, contendo pinturas dos sucessivos Duques de Bragança.

O Paço Ducal de Vila Viçosa é um importante monumento situado no Terreiro do Paço da vila alentejana do  Distrito de Évora. Foi durante séculos a sede da Sereníssima Casa de Bragança, uma importante família nobre fundada no século XV, que se tornou na casa reinante em Portugal, quando em 1 de Dezembro de 1640 o 8º Duque de Bragança foi aclamado Rei de Portugal (D. João IV) e deu início à Dinastia de Bragança.
É uma das obras-primas da arquitectura civil portuguesa da Idade Moderna, assumindo-se que a sua traça se deve ao arquitecto régio Nicolau de Frias, que terá iniciado o projecto cerca de 1577 a mando do sexto Duque D. João I, interrompendo a obra com a Batalha de Alcácer Quibir e retomando-a com celeridade em 1583, já a mando do Duque D. Teodósio II. O término, que decorre já no primeiro terço do século XVII, deveu-se ao arquitecto Pero Vaz Pereira.
O Paço Ducal de Vila Viçosa está classificado como Monumento Nacional desde 1970.

## Origem
Vila Viçosa tornou-se sede do importante ducado de Bragança quando D. Fernando (1403-1461) sucedeu a seu pai, tornando-se o 2º Duque de Bragança, em 1461. Na verdade, o 2º Duque de Bragança recebera de seu avô, o Condestável do Reino, D. Nuno Álvares Pereira, o título de Conde de Arraiolos, pelo que quando chegou a Duque, não quis trocar as planuras alentejanas pelo Paço Ducal de Guimarães. Assim se estabeleceram os Bragança em Vila Viçosa, no primitivo Paço do Castelo. Porém, o seu filho, também D. Fernando (3º Duque de Bragança), veio a ser executado em 1483, por ordem de D. João II, acusado de traição, tendo a família sido exilada para Castela, de onde só regressaram em 1496, após a morte do Rei. Uma vez reabilitado o Ducado, o 4º Duque, D. Jaime, não quis habitar o Paço do Castelo, por estar ligado à memória do seu pai, mandando construir um palácio novo, no sítio chamado do Reguengo, assim começou a ser erguido o que é hoje o magnífico Palácio Ducal de Vila Viçosa.

## Obras de D. Jaime
As obras, comandadas por D.Jaime, iniciaram-se em 1501, sendo dessa época o claustro e a zona da capela, bem como as actuais salas da Armaria. Porém nova tragédia atingiria a ilustre família, quando D.Jaime, suspeitando (injustamente) da fidelidade de sua jovem mulher, a Duquesa D. Leonor de Gusmão, a mandou degolar. Entretanto a Casa de Bragança crescia em poder e em riqueza, fruto dos laços de parentesco com a Casa Real e com os feitos do Duque D. Jaime, que em 1513 comandou a vitoriosa expedição a Azamor.

## Obras de D. Teodósio I
O 5º Duque, D. Teodósio I, nomeado Condestável do Reino, em 1535, conseguiu negociar o casamento da sua irmã D. Isabel com o Infante D. Duarte (irmão do Rei D. João III). Aproveitando a necessidade de ampliar o Palácio para as faustosas festas  do matrimónio real, em 1537, o Duque mandou construir a imponente fachada do palácio, revestida a mármore, ao gosto italiano, que hoje podemos admirar.

## Casa de fériasdos Reis da Dinastia de Bragança

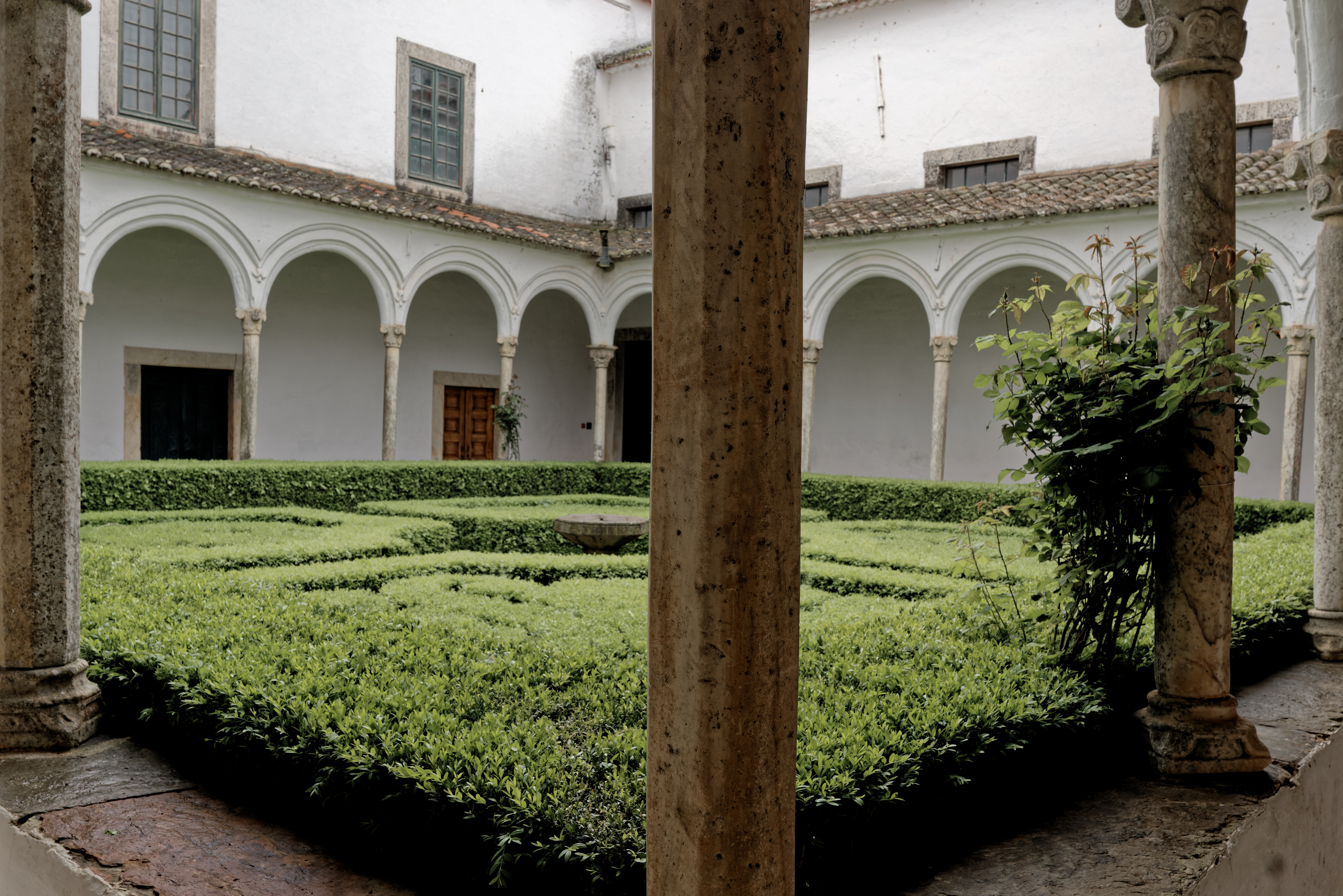
Pátio interno do paço. A primeira fase do Paço Ducal de Vila Viçosa foi iniciada sob o comando do Duque Jaime I de Bragança em 1501 e mostra formas arquitectónicas manuelinas com traços de românico. É um estilo do início da Renascença em Portugal.

O Palácio conheceu ainda várias obras e melhoramentos até 1640, data em que o Duque de Bragança foi feito Rei, levando grande parte do seu notável recheio para o Palácio da Ribeira, em Lisboa. Doravante, o Palácio de Vila Viçosa seria apenas uma residência de caça e recreio para a família dos seus proprietários, agora senhores do trono de Portugal. D. João IV manteve porém a independência da Casa de Bragança relativamente à Coroa, destinando-a para morgadio do herdeiro do trono. No século XVIII, D. João V fez ainda alguns melhoramentos (capela, cozinha e pavilhão dos quartos novos), na sequência das suas visitas a Vila Viçosa, nomeadamente para a chamada troca das princesas (casamento do príncipe D.José com uma Infanta de Espanha e do Príncipe das Astúrias com a Infanta D.Maria Bárbara), ocorrida na fronteira do Caia, em 1729. Nesta campanha de obras, D. João V encomenda a Domenico Duprà a série de retratos régios da Sala dos Tudescos de Vila Viçosa, pintados entre 1727-1729. Também D. Maria I fez ainda alguns melhoramentos, acrescentando o corpo das Salas de Jantar e dos Vidros. Finalmente, no final do século XIX, o velho Paço seria ainda objecto de algumas obras, fruto da predilecção que os Reis D. Carlos e D. Amélia tinham por ele. D.Carlos apreciava muito o Palácio calipolense, aqui passando largas temporadas, quando promovia com os seus amigos (raramente trouxe convidados oficiais a Vila Viçosa) grandes caçadas na extensa Tapada Ducal.
Com efeito, foi neste palácio que o Rei D.Carlos dormiu a sua última noite antes de ser assassinado, em 1 de Fevereiro de 1908 (conservando-se intactos desde então os seus aposentos). No último reinado, o paço de Vila Viçosa acolheu ainda a visita do Rei Afonso XIII de Espanha a D. Manuel II, em Fevereiro de 1909.

## O Palácio na actualidade
Após a proclamação da república, em 1910, o Palácio de Vila Viçosa, bem como todos os bens da Casa de Bragança, permaneceram na posse do Rei D.Manuel II, por serem bens familiares do Rei e não do Estado. Em 1933, na sequência das disposições testamentárias de D. Manuel II (falecido em 1932), o Palácio integrou a Fundação da Casa de Bragança, que abriu as suas portas ao público, como museu. Nessa época o Paço recebeu ainda grande parte dos bens móveis, obras de arte e a preciosa biblioteca do rei exilado (provenientes da residência de Londres).

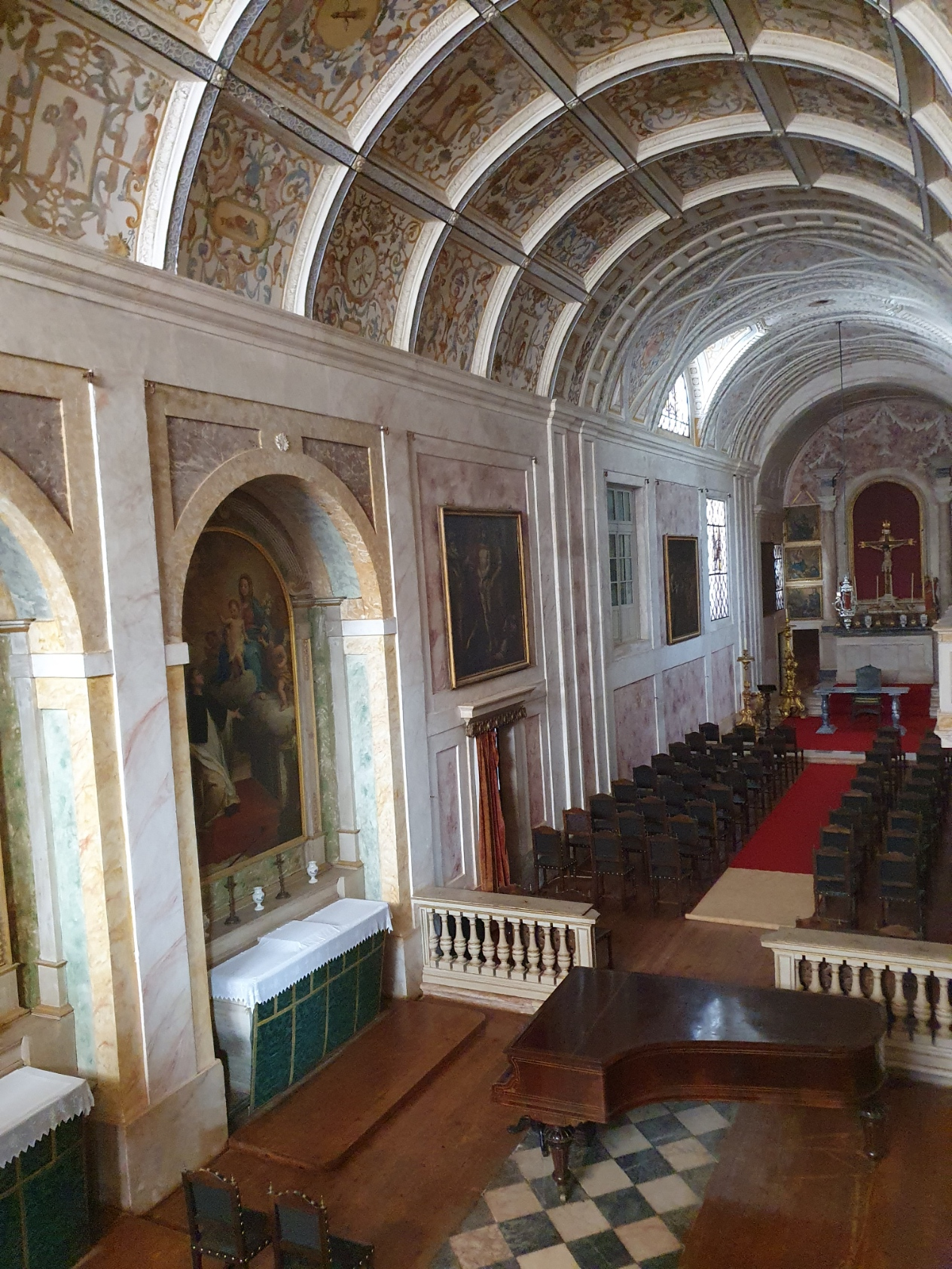
Capela Real do Paço.

O Palácio apresenta uma grande colecção de obras de arte (pintura, mobiliário, escultura, etc..), sendo particularmente nobres as salas do primeiro piso, de que são exemplos as Salas da Medusa, dos Duques (com retratos de todos os duques até ao século XVIII, no tecto) e de Hércules, muitas delas enobrecidas com belíssimos fogões de sala de mármore esculpido. Permanecem particularmente vivas no palácio as memórias dos dois últimos reinados (fruto da especial predilecção que por ele tiveram os soberanos), como se pode observar nos aposentos régios e nos inúmeros exemplares da obra artística do rei D.Carlos (aguarelas e pastel). A cozinha apresenta uma das maiores colecções de baterias de cozinha, em cobre. São ainda de realçar a Biblioteca (com exemplares bastante preciosos) e a armaria. Nas antigas cocheiras está instalada uma secção do Museu Nacional dos Coches, onde entre outras carruagens, se pode admirar o landau que transportava a Família Real no dia do regicídio.

### Iluminação
Até 2021 o Paço Ducal era iluminado por projetores simples equipados com lâmpadas de 250 W de iodetos metálicos, sendo que passou a ser iluminado por projetor VIENA com uma potência de 200 W com um rendimento luminoso de 130 lm/W, equipado com LEDs Philips no módulo ótico e alimentado por um driver MeanWell – um equipamento robusto, com garantia de uma redução de consumos e com um rendimento muito superior à solução existente.

O Paço Ducal, incluindo a estátua de D. João IV e a Torre da Capela Real (à direita)